# Santander (stacja kolejowa)
Santander (hiszp: Estación de Santander) – stacja kolejowa w Santanderze, we wspólnocie autonomicznej Kantabria, w Hiszpanii. W rzeczywistości są to dwie stacje kolejowe, które znajdują się na Plaza de las Estaciones. Jedna z nich obsługuje linie FEVE (z Bilbao/Lierganes i z Oviedo), a druga ADIF, obsługuje linię RENFE z Madrytu. W przyszłości oczekuje się, że zostaną one połączone w jeden dworzec kolejowych, tak żeby zarówno obsługiwać pociągi Feve, Renfe i AVE, a także służyć jako zagłówek dla kilku linii metra w Santander.